# Arriate
Arriate è un comune spagnolo di 3 543 abitanti situato nella comunità autonoma dell'Andalusia.